# Maison du 39 rue de Falaise à Saint-Pierre-en-Auge
La maison du 39 rue de Falaise est un édifice  situé sur la commune nouvelle de Saint-Pierre-en-Auge, dans le département français du Calvados, en France.

## Localisation
Le monument est situé au no 39 de la rue de Falaise, dans le bourg de Saint-Pierre-sur-Dives (commune déléguée de Saint-Pierre-en-Auge), à 120 mètres au sud de la cathédrale Saint-Pierre, à l'angle de l'impasse de Falaise.

## Architecture
Les trois lucarnes sont inscrites au titre des Monuments historiques depuis le 20 mai 1927.